# Vorderer Seelenkogl
Vorderer Seelenkogl är en bergstopp i Österrike. Den ligger i distriktet Imst och förbundslandet Tyrolen, i den västra delen av landet. Toppen på Vorderer Seelenkogl är 3 290 meter över havet.
Den högsta punkten i närheten är Mittlerer Seelenkogl, 3 426 meter över havet, 1,2 km söder om Vorderer Seelenkogl. Närmaste samhälle är Obergurgl, norr om Vorderer Seelenkogl. 
Trakten runt Vorderer Seelenkogl består i huvudsak av kala bergstoppar och isformationer.